# Egon Svensson
Egon Svensson   (Malmö, 17 de novembre de 1913 - Malmö, 12 de juny de 1995) va ser un lluitador suec, especialista en lluita grecoromana, que va competir durant la dècada de 1930. El seu fill Roland Svensson, també fou un destacat lluitador.
El 1936 va prendre part en els Jocs Olímpics de Berlín, on guanyà la medalla de plata en la competició del pes gall del programa de lluita grecoromana.
En el seu palmarès també destaquen dues medalles de plata al Campionat d'Europa de lluita.